# Mikołaj Schwichtenberg
Mikołaj Schwichtenberg, Nikolaus Schwichtenberg  (ur. 1435, zm. 28 maja 1518) – gdański i pomorski oficjał, bibliotekarz w Gdańsku i bibliofil. Opiekun gdańskiej biblioteki kościoła N.P. Maryi, wikariusz przy kaplicy WW. Świętych w tymże kościele, ponadto właściciel największej z dotychczas znanych w Gdańsku z tego okresu bibliotek prywatnych. Większą część swej prywatnej biblioteki ofiarował kościołowi św. Jana, gdzie był proboszczem. Jednak 10 dzieł przekazał bibliotece kościoła NP Maryi, której przez długie lata był pierwszym oficjalnym bibliotekarzem. Jego testament został opublikowany w 1926.